# Steve Novak
Steven Michael Novak (nascut el 13 de juny de 1983 a Libertyville, Illinois) és un exjugador de bàsquet professional estatunidenc de l'NBA.